# Micro-région de Gyál
La micro-région de Gyál (en hongrois : gyáli kistérség) est une micro-région statistique hongroise rassemblant plusieurs localités autour de Gyál.